# Piotr Woźniak (senator)

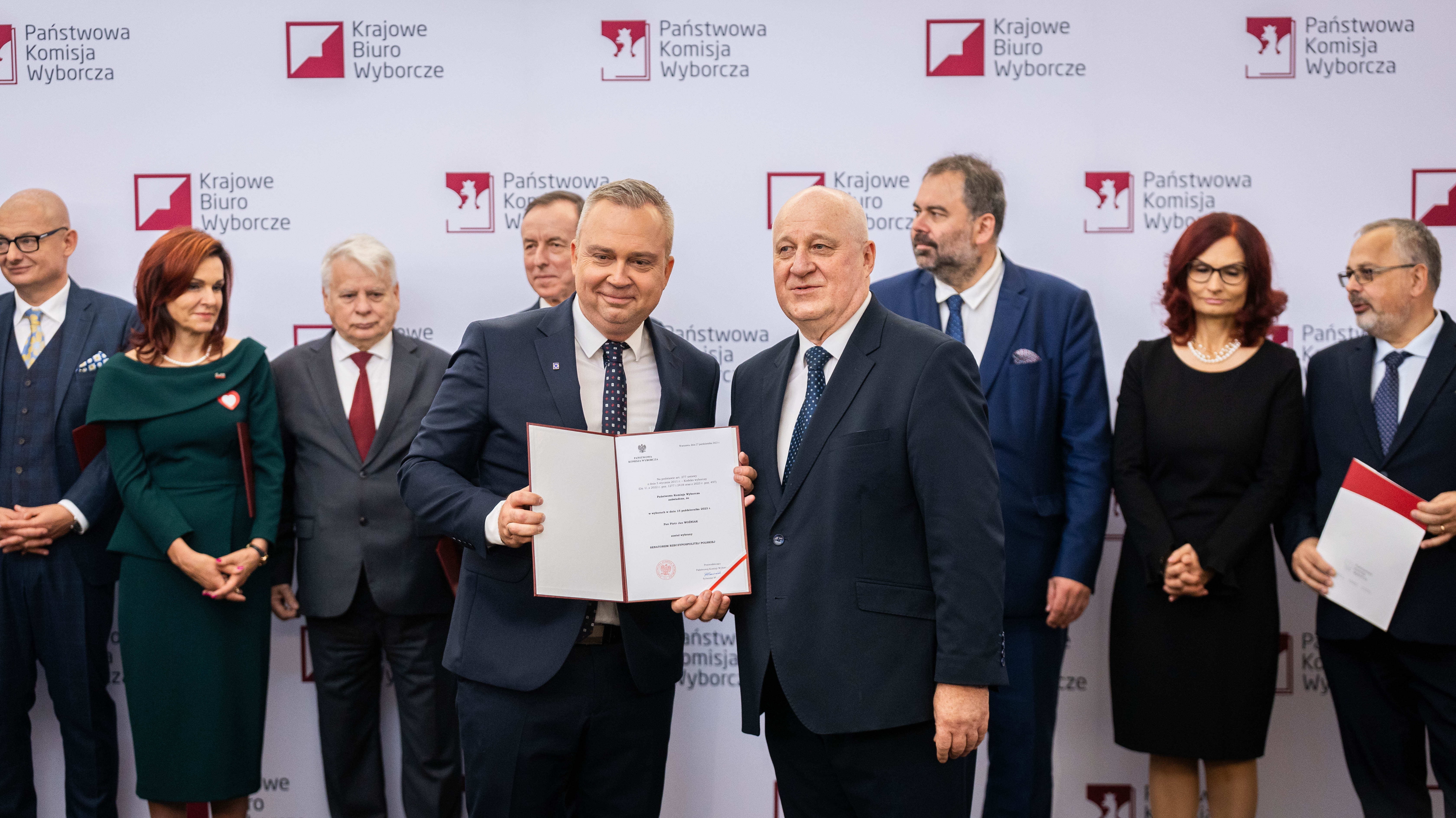
Piotr Woźniak odbierający zaświadczenie o wyborze na senatora XI kadencji (2023)

Piotr Jan Woźniak (ur. 8 października 1977 w Kędzierzynie-Koźlu) – polski polityk, ekonomista, nauczyciel akademicki i samorządowiec, senator XI kadencji.

## Życiorys
Absolwent zarządzania przedsiębiorstwem na Politechnice Częstochowskiej. Odbył studia doktoranckie z zakresu agronomii na Akademii Rolniczej we Wrocławiu. W 2008 uzyskał stopień doktora nauk ekonomicznych (w zakresie nauk o zarządzaniu) w Szkole Głównej Handlowej w Warszawie na podstawie pracy pt. Skuteczność podejścia procesowego z zastosowaniem Strategicznej Karty Wyników w zarządzaniu jakością w przedsiębiorstwach branży piekarniczej. Pracował jako konsultant do spraw systemów zarządzania jakością w szkołach wyższych oraz audytor. Pełnił obowiązki dyrektora jednostki otoczenia biznesu w Regionalnym Centrum Transferu Wiedzy i Technologii Innowacyjnych przy Państwowej Wyższej Szkole Zawodowej w Nysie. Został również nauczycielem akademickim na tej uczelni.
Zaangażował się w działalność polityczną w ramach Sojuszu Lewicy Demokratycznej, w 2012 został przewodniczącym struktur tej partii w województwie opolskim. W 2010 wybrano go na radnego powiatu nyskiego (otrzymał 416 głosów). Z powodzeniem ubiegał się o reelekcję w wyborach w 2014 i 2018. Od 2014 do 2018 pełnił funkcję wicestarosty. W 2014 bezskutecznie kandydował do Parlamentu Europejskiego z listy SLD–UP, otrzymując 7710 głosów. Bez powodzenia ubiegał się o mandat poselski w 2011, 2015 i 2019.
W 2021 został współprzewodniczącym wojewódzkich struktur Nowej Lewicy. W wyborach parlamentarnych w 2023 był kandydatem do Senatu z ramienia NL (w ramach paktu senackiego) w okręgu nr 52; uzyskał mandat senatora XI kadencji, otrzymując 68 452 głosy. W kwietniu 2025 w senackim głosowaniu poparł zmianę sposobu naliczana składki zdrowotnej dla przedsiębiorców wbrew dyscyplinie klubowej, za co w tym samym miesiącu został wykluczony z klubu Lewicy. Zrezygnował następnie z członkostwa w NL.